# Anita Rée
Anita Clara Rée (nascida em 9 de fevereiro de 1885 em Hamburgo e falecida em 12 de dezembro de 1933 em Kampen) foi uma pintora de vanguarda alemã durante a República de Weimar. Ela se matou depois que o governo antissemita declarou seu trabalho degenerado. Suas obras foram salvas por um zelador.

## Biografia
Nascida em uma antiga família judia de comerciantes de Hamburgo que negociavam produtos da Índia, ela era filha de Israel Rée e Clara, nascida Hahn. Anita e sua irmã Emilie foram, no entanto, batizadas e criadas como luteranas, de acordo com as normas sociais das famílias judias de classe média alta e classe alta assimiladas na Alemanha da época.